# Wakanim
Wakanim war eine 2009 gegründete französische Video-on-Demand-Plattform für Animes und gehörte zur Crunchyroll LLC. Die Plattform war auf Französisch, Deutsch, Englisch und Russisch verfügbar. Wakanim war in Deutschland eng mit dem Publisher Peppermint Anime verwoben. Viele der Animes der deutschen Version stammten aus dem Portfolio von Peppermint, aber auch externe Publisher konnten auf Wakanim ihre Animes veröffentlichen. Auf der deutschen Seite waren im September 2019 über 90 Titel verfügbar. Der Dienst wurde am 3. November 2023 eingestellt.

## Geschichte
Wakanim wurde am 27. Februar 2009 im französischen Tourcoing als communitybasierte Video-on-Demand-Plattform gegründet und richtete sich vorerst an die Anime-Fans in Frankreich. Der erste Anime auf der Plattform war The World God Only Knows. 2013 machte Wakanim einen ersten Versuch, ins Ausland zu expandieren und der Dienst wurde auf das Vereinigte Königreich ausgeweitet. Inzwischen ist Wakanim UK wieder eingestellt worden. Im März 2015 wurde Aniplex zum Hauptaktionär. Durch den Aniplex-Einstieg wurde es Wakanim möglich, erneut ins Ausland zu expandieren, was seit 2017 vermehrt unternommen wird. Den Anfang machten im Juni 2017 die nordischen Länder, gefolgt vom deutschen Sprachraum. Zum 21. September 2017 wurde die Internetseite für den deutschen Raum zur Verfügung gestellt und erhielt eine deutsche Lokalisierung, der offizielle deutschsprachige Start war jedoch erst am 26. September 2017. Die letzte große Expansion fand im Januar 2018 statt, indem man ein Angebot auf Russisch für Länder Osteuropas und der ehemaligen Sowjetunion startete. Wakanim arbeitet eng mit dem deutschen Publisher Peppermint Anime und dessen ehemaliger VoD-Plattform AkibaPass zusammen, die beide ebenfalls zu Sony gehören. Zum Start des Angebots in Deutschland standen die ersten Titel aus dem AkibaPass-Portfolio zur Verfügung. Mit UQ Holder! und Code: Realize brachte Wakanim seine ersten Simulcasts für den deutschsprachigen Raum. Zugunsten von Wakanim wurde am 31. Juli 2018 das VoD-Angebot auf der Plattform AkibaPass eingestellt und zu einem reinen Merchandise-Shop und einer Event-Plattform umfunktioniert. Sony Pictures Television und Aniplex kündigten im September 2019 ein Joint Venture zwischen Wakanim, Funimation und der Madman Anime Group an. Dabei tritt Funimation international als Lizenznehmer für Animes auf und verteilt diese auf die Plattformen von Wakanim, Funimation und Madman. Funimation, Crunchyroll, Wakanim und Animax Deutschland kündigten am 1. März 2022 an, dass man das Angebot auf Crunchyroll bündeln wird und neue Serien zukünftig nur noch auf Crunchyroll erscheinen sollen. Bereits laufende Serien sollen auf den bisherigen Plattformen noch beendet werden.  Wakanim stellte, aufgrund des Ukraine-Krieges 2022 und die damit gegen Russland verhängten Sanktionen, seinen Betrieb in Russland am 11. März 2022 ein.
Im August 2022 fand Anime News Network bei einer Nachforschung über ein mögliches Datenleck bei Wakanim ein Inserat auf einem Onlineportal für geleakte Daten, in welchem Daten von 6,7 Millionen Wakanim-Konten zum Verkauf angeboten wurden und am 2. September 2022 als Verkauft deklariert wurden. Die Daten umfassten Namen, Adressen und Telefonnummern. Nachdem Wakanim selbst nicht auf Anfragen reagierte, gab Crunchyroll in einem Statement bekannt, dass man von einem möglichen Datenleck wisse und bereits Nachforschungen in dieser Sache in die Wege geleitet haben. Erst Mitte November bestätigte Wakanim den Datenleak und informierte betroffene Nutzer in einer E-Mail. Der Streamingdienst versicherte, sofort nach Bekanntwerden des Vorfalls eine Untersuchung eingeleitet zu haben. Mitte September 2023 kündigte Wakanim an, dass man den Dienst zum 3. November 2023 schließen wird.

## Technisches
Die Videos im Streaming-Angebot waren DRM-geschützt. Die Wiedergabe erfolgte über einen proprietären HTML5-Player namens JW-Player in der Version 8.11.8 (Stand Februar 2020). Das Angebot von Wakanim konnte über einen Browser oder über eine App genutzt werden. Wakanim bot Apps für die Plattformen Xbox One, PlayStation 4, Windows 10, Amazon Fire TV, iOS und Android an. Die iOS- und Android-Versionen verfügten über einen Offline-Modus, bei dem es möglich war, Videos herunterzuladen und später ohne Internetzugang anzusehen.
Es gab auch die Möglichkeit Filme, Serien oder einzelne Episoden für einen Festbetrag zu kaufen. Dies ermöglichte in der Regel, dass diese auch nach einer Entfernung aus dem Streaming-Angebot angeschaut werden können, ebenfalls war es möglich, diese in einem DRM-freien Format herunterzuladen.

## Gebietsregionen
Der VoD-Anbieter wurde in Gebietsregionen unterteilt, in denen Wakanim genutzt werden konnte:
Wakanim Fránce
Frankreich, Belgien, Schweiz, Tunesien, Marokko, Algerien und Québec
Wakanim Nordic
Schweden, Island, Norwegen, Finnland und Dänemark
Wakanim DE
Deutschland, Österreich und Schweiz
Wakanim RU
Russland, Albanien, Armenien, Aserbaidschan, Belarus, Bosnien und Herzegowina, Bulgarien, Kroatien, Zypern, Tschechische Republik, Georgien, Ungarn, Lettland, Litauen, Mazedonien, Republik Moldau, Polen, Rumänien, San Marino, Serbien, Slowakei, Slowenien und Ukraine